# Фізичне явище
Фізи́чне я́вище — явище, при якому не відбувається перетворень одних речовин в
інші.
До фізичних явищ належать: зміна агрегатного стану речовини (плавлення, кипіння, кристалізація), утворення звуку (при вибуху), виділення теплоти, поява світла.
Наприклад, при кипінні води відбувається зміна агрегатного стану води (із рідкого в газоподібний), тому кипіння води є фізичним явищем. При скисанні молока відбувається біохімічний процес перетворення лактози за допомогою бактерій у молочну кислоту, тому скисання молока є хімічним явищем. При горінні свічки відбувається процес взаємодії парафіну (хімічна речовина, з якої виготовляють свічки) з киснем, тому горіння свічки належить до хімічних явищ. В той же час відбувається виділення тепла і світла (фізичне явище). Горіння (світіння) лампочки є переважно фізичним явищем.
Всі фізичні явища можна розділити на кілька груп.
- Механічні явища — це явища, які відбуваються з фізичними тілами при їх русі одне щодо одного (обертання Землі навколо Сонця, рух автомобілів, політ парашутиста).
- Електричні явища — це явища, які виникають при появі, існуванні, русі і взаємодії електричних зарядів (електричний струм, телеграфування, блискавка при грозі).
- Магнітні явища — це явища, пов'язані з виникненням у фізичних тіл магнітних властивостей (притягання магнітом залізних предметів, поворот стрілки компаса на північ).
- Оптичні явища — це явища, які відбуваються при поширенні, заломленні і відбитті світла (веселка, міражі, рефлексія зображення в дзеркалі чи у воді, тінь).
- Теплові явища — це явища, які відбуваються при нагріванні і охолодженні фізичних тіл (танення снігу, кипіння води, туман, замерзання води).
- Атомні явища — це явища, які виникають при зміні внутрішньої будови речовини фізичних тіл (світіння Сонця і зірок, атомний вибух)[1].
- Звукові явища — це явища, пов'язані з поширенням коливань у повітрі, воді, металі, які супроводжуються виникненням звуків, що сприймає наше вухо (дитячий крик, музика).